# Nkob
NKob (Tamazight: ⵏⵏⵇⵇⵓⴱ, Arabe: النقوب) est une municipalité marocaine rurale de la province de Zagora, dans la région Drâa-Tafilalet, situé près du Jbel Saghro. Surnommée la vallée au 45 kasbahs, N'Kob est situé à 35 kilomètres à l'ouest de la commune de Tazzarine et à 40 kilomètres de l'intersection avec la vallée du Draa (Tansikht), le tronçon le plus spectaculaire de la N9. Le village compte 45 kasbahs et est entouré de deux oasis pleines de palmiers.